# Shu jian en chou lu
Shu jian en chou lu (江南書劍情, comercialitzada internacionalment com The Romance of Book and Sword) és una pel·lícula de Hong Kong de 1987 d'Ann Hui, basat en la novel·la de Louis Cha El llibre i l'espasa. La pel·lícula va ser seguida per Xiang xiang gong zhu, estrenada més tard el mateix mes i també dirigida per Ann Hui. Les pel·lícules es troben entre les primeres pel·lícules de Hong Kong que es van rodar completament a la Xina continental amb un repartiment complet de la Xina continental.

## Trama
La pel·lícula cobreix la primera meitat de la novel·la i acaba amb la treva entre l'Emperador Qianlong i la Societat de la Flor Roja a la Pagoda Liuhe. S'ometen les dues subtrames principals de la novel·la: Li Yuanzhi i Zhou Qi no apareixen a la pel·lícula.

## Repartiment
- Zhang Duofu com a Chen Jialuo
  - Jiang Wei com el jove Chen Jialuo
- Chang Dashi com a Emperador Qianlong
- Liu Jia com a Huoqingtong
- Ding Cuihua com a Luo Bing
- Lü Yongquan com el taoista Wuchen
- Yu Dalu com a Zhao Banshan
- Guo Bichuan com a Wen Tailai
- Wang Jingqiu com a Zhang Jin
- Hou Changrong com a Yu Yutong
- Chen Youwang com a Xu Tianhong
- Ren Naichang com Shi Shuangying
- Zhang Jun com a Chang Bozhi
- Wang Wei com a Chang Hezhi
- Zheng Jianhua com Jiang Sigen
- Fu Yongcai com a Wei Chunhua
- Sun Chenxi com a Xinyan
- Wang Hongtao com a Yu Wanting
- Wu Chunsheng com Zhang Zhaozhong
- Yang Junsheng com a Heshen
- Ding Tao com a Zhaohui
- Deng Jie com a mare de Chen Jialuo
- Ge Lili com a Qinghua
- Zhu Yi com el príncep Su
- Zhang Xuehao com a Li Kexiu
- Wang Wensheng com a Long Jun
- Shi Wei com a nodrissa